# Pimoa rongxar
Pimoa rongxar es una especie de araña del género Pimoa, familia Pimoidae. Fue descrita científicamente por Zhang & Li en 2020.
Habita en China. El holotipo masculino mide 3,97 mm y el paratipo femenino 7,63 mm.